# Čumašské jazyky
Čumašské jazyky byly jazykovou rodinou patřící mezi indiánské jazyky. Jednalo se o pět jazyků indiánského kmene Čumašů. Tyto jazyky se používaly na jižním pobřeží Kalifornie (USA).
Všechny čumašské jazyky jsou vymřelé, vymřely roku 1965 se smrtí Mary Yee, která byla poslední mluvčí jazyka barbareño, ovšem existují snahy právě jazyk barbareño oživit. Přesto se však dodnes dochovalo mnoho ze slovní zásoby a gramatiky většiny čumašských jazyků, a to především díky práci amerického lingvisty Johna Peabodyho Harringtona (1884–1961), který se jimi zabýval.

## Spojitost s jinými jazykovými rodinami
Spojitost čumašských jazyků s jinými jazykovými rodinami nebyla prokázána, ale je možné, že čumašské jazyky byly příbuzné s jazyky yuki nebo hoka. Také je známo to, že čumašský jazyk cruzeño byl ovlivněn jinými jazyky z oblasti Channel Islands.

## Dělení
Je známo pět čumašských jazyků, které se dělí takto:
- Severočumašské jazyky
  - Obispeño
- Jihočumašské jazyky
  - Ostrovní čumašské jazyky
    - Cruzeño

  - Střední jihočumašské jazyky
    - Barbareño
    - Purisimeño
    - Ventureño

### Rozšíření čumašských jazyků
Tato mapa jižní Kalifornie zobrazuje bývalé rozšíření čumašských jazyků. Střední jihočumašské jazyky (barbareño, purisimeño a ventureño) jsou rozšířené především při pobřeží, cruzeño je na ostrovech (Channel Islands) a obispeño je na severu. Uprostřed je velká červená plocha s anglickým nápisem Interior Chumash. Toto území nebylo lingvisticky prozkoumané, takže se neví jakými jazyky se tam mluvilo, ale předpokládá se, že patřili mezi čumašské jazyky.

## Názvy jazyků
Každý název čumašského jazyka se odvozuje od názvu místa, kde se daným jazykem mluvilo. Přehled míst uvádí tato tabulka:
| Jazyk      | Místo               |
| ---------- | ------------------- |
| Obispeño   | San Luis Obispo     |
| Cruzeño    | Santa Cruz          |
| Barbareño  | Santa Barbara       |
| Purisimeño | La Purisima Mission |
| Ventureño  | Ventura             |

Tyto jazyky mohou mít také více názvů, například jazyku barbareño se běžně říká ineseño, ale lidé, co se ho snaží oživit mu zase říkají samala.
Lidé co studují jazyk ventureño mu říkají Mitsqanaqa'n a lidé co studují jazyk obispeño mu říkají tilhini.